# Трицератопс
Трицера́топс (Triceratops) — рід хасмозаврових динозаврів, які жили в кінці Маастрихтського ярусу пізньої Крейди, приблизно 68—66 мільйонів років тому на території сучасної західної Північної Америки. Це був один з останніх відомих непташиних динозаврів, який дожив до періоду крейдово-палеогенового вимирання 66 мільйонів років тому. Назва «трицератопс», що буквально означає «трироге лице», походить від грецьких слів «τρί-» — «три», «κέρας» — «ріг» та «ὤψ» — «обличчя».
Трицератопс з його великою кістковою оборкою, трьома рогами на черепі та великим чотириногим тілом, що демонструє конвергентну еволюцію з биками та носорогами, є одним з найбільш впізнаваних динозаврів і найвідомішим з цератопсів. Він також був одним з найбільших — до 8—9 метрів завдовжки й 5—9 тонн маси тіла.
Рід містить два види, що зараз актуальні: Triceratops horridus і Triceratops prorsus. Однак протягом історії було названо сімнадцять різних видів. Трицератопси були задокументовані численними винайденими рештками, зібраними з того часу, як рід був вперше описаний у 1889 році американським палеонтологом Отніелем Чарльзом Маршем. Були знайдені зразки, що представляють життєві стадії від вилуплення до дорослої особини. Як архетиповий цератопс, трицератопс є одним з найпопулярніших динозаврів і був зображений у численних фільмах, на поштових марках та багатьох інших видах медіа.

## Морфологія

Розміри Triceratops horridus (синій) і Triceratops prorsus (червоний), порівняно з людиною

### Загальна будова

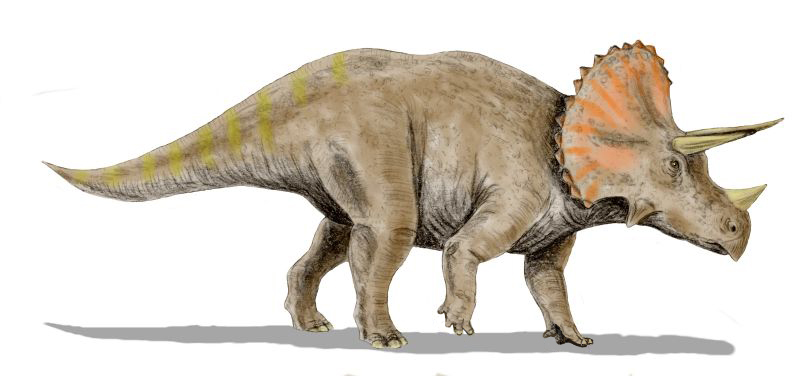
Реконструкція зовнішнього вигляду трицератопса

Трицератопси були великими тваринами, що пересувалися на чотирьох ногах. Досягали завдовжки від 8 до 9 м, і 2,3 м заввишки. Маса складала 5—9 тонн. Велика голова мала три роги: один короткий над ротом і два довгих над кожним оком. За рогами містився виступ у вигляді коміра, що прикривав шию згори.

Будова шкіри трицератопса відома за скам'янілим зразком з Вайомінгу, хоча офіційно він не був висвітлений у науковій літературі. Шкіру покривали шестикутні вузлики завширшки близько 5—6 см, а також більші, близько 10 см горбки з конічними виступами.

### Роги та комір
На голові трицератопса було три роги. Два великих надбрівних роги, та маленький на носі. З потилиці ріс комір, обрамлений широкими кістяними шипами. Роги та комір трицератопса були продовженням черепа, складалися з кісткової тканини на відміну від, наприклад, сучасного носорога, чий ріг росте зі шкіри. Роги використовувалися як для захисту, так і в бійках за територію або самок.
Комір був покритий шкірою. Можливо, на ньому був візерунок, щоб розрізняти одне одного. Раніше вважалося, що роги та комір потрібні були тільки для захисту від хижаків. Але сліди кровоносних судин вказують, що за допомогою коміра тварини могли не тільки розрізняли одне одного, а і приваблювали партнерів, і, ймовірно, використовувати їх для терморегуляції.

### Дзьоб
Морда трицератопса закінчувалася дзьобом, характерним для цератопсів. Його дзьоб був схожий на дзьоб папуги і не мав зубів попереду. Щелепи рухалися вертикально, можливо з невеликими бічними зміщеннями.

### Зуби
В глибині дзьоба розташовувалися зуби. Вони були зібрані у багаторядні групи по 3—5 штук. З кожного боку щелепи містилося 36—40 зубів. За життя тварина змінювала до 800 зубів. У трицератопса був найпотужніший укус серед всіх рослиноїдних динозаврів. Він міг живитися жорстким рослинним матеріалом.

## Палеобіологія

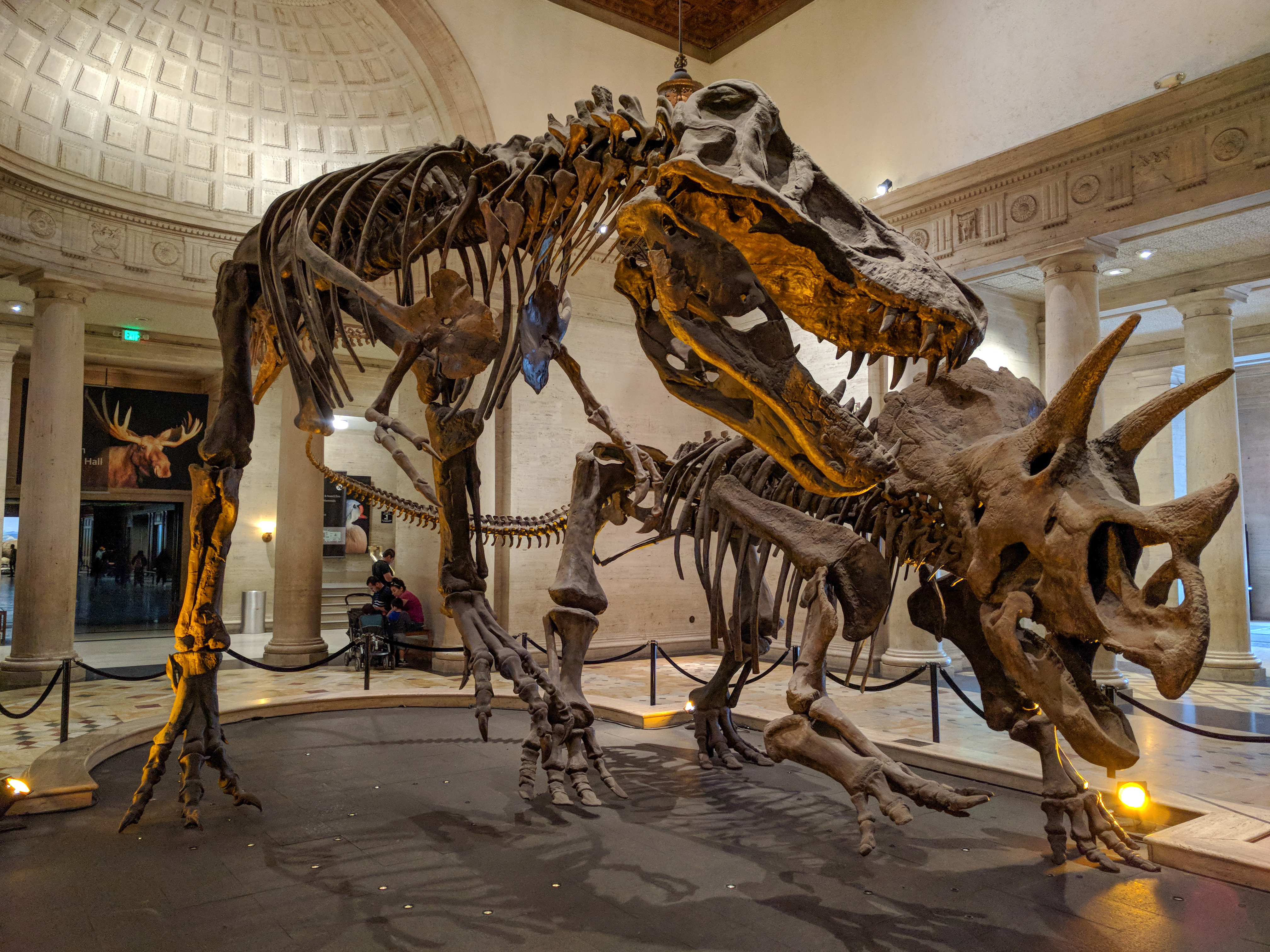
Трицератопс, встановлений поруч з тиранозавром у Музеї природничої історії Лос-Анджелеса

Хоча трицератопси зазвичай зображуються як стадні тварини, наразі існує мало доказів того, що вони жили в стадах. У той час як кілька інших цератопсів відомі з відкладень, що містять кістки від двох до сотень або навіть тисяч особин, наразі існує лише один документований кістковий шар, в якому переважають кістки трицератопса: місцезнаходження на південному сході Монтани з рештками трьох ювенільних особин. Можливо, той факт, що там були присутні лише молоді особини, має важливе значення. У 2012 році поблизу Ньюкасла, штат Вайомінг, було знайдено групу з трьох трицератопсів у відносно цілісному стані, кожен з яких був різного розміру — від дорослої особини до маленького дитинчати. Наразі рештки розкопують палеонтолог Пітер Ларсон та команда з Інституту Блек-Гіллз. Вважається, що тварини подорожували сім'єю, але залишається невідомим, чи складалася ця група з пари батьків та їхніх дитинчат, чи з двох самок і дитинчати, за яким вони доглядали. Рештки також мають ознаки хижацтва або поїдання тиранозавром, особливо на найбільшому екземплярі, на передніх кінцівках якого видно переломи та пробиття від зубів тиранозавра. У 2020 році Ілліс і Фаулер описали зрощені дистальні хвостові хребці трицератопса. На їхню думку, ця патологія могла виникнути внаслідок того, що один трицератопс випадково наступив на хвіст іншому члену стада.
Трицератопси були травоїдними, харчувалися низькорослими рослинами, хоча, можливо, були здатні валити високі рослини своїми рогами, дзьобом і масою. Відомо, що тиранозаври полювали на трицератопсів, але ті не були легкою здобиччю. Аналіз порожнин черепа вказує, що трицераптопси мали поганий нюх, порівняно з іншими цератопсами, але натомість мали хороший слух.

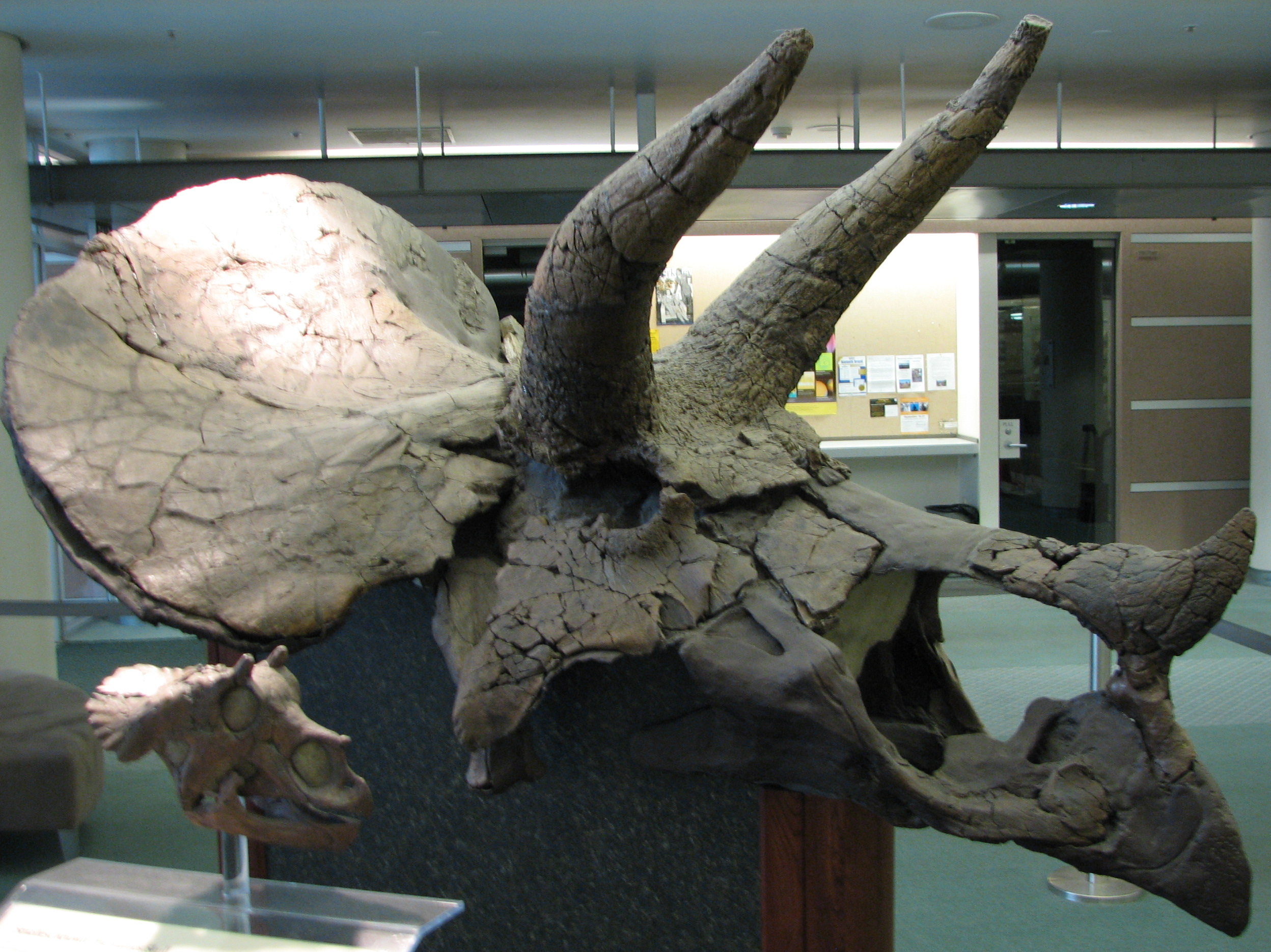
Дитячий та дорослий черепи — дитячий череп має розмір приблизно як голова дорослої людини

Дослідження 2022 року, проведене Віманном та його колегами щодо різних родів динозаврів, включаючи трицератопса, дозволяє припустити, що він мав ектотермічний (холоднокровний) або гігантотермічний метаболізм, на рівні з метаболізмом сучасних рептилій. Дослідження було проведено за допомогою спектроскопії сигналів ліпоксидації, що є побічними продуктами окисного фосфорилювання і корелюють зі швидкістю метаболізму. Вони припустили, що такий метаболізм, можливо, був характерним для птахотазових динозавірів загалом, і ця група еволюціонувала в бік ектотермії від предка з ендотермічним (теплокровним) метаболізмом.

### Функції оборки та рогів
Існує багато спекуляцій щодо функцій оборки на голові трицератопса. Дві основні теорії зводяться до того, що вони могли використовуватися в бою та для демонстрації, причому останнє зараз вважається найбільш вірогідною первинною функцією.

## Палеоекологія
Трицератопси населяли Північну Америку в пізній крейдяний період. Вони складали один з останніх родів цератопсів і жили одночасно з торозаврами, дромеозаврами, тиранозаврами, орнітомімами, троодонами.

## Види

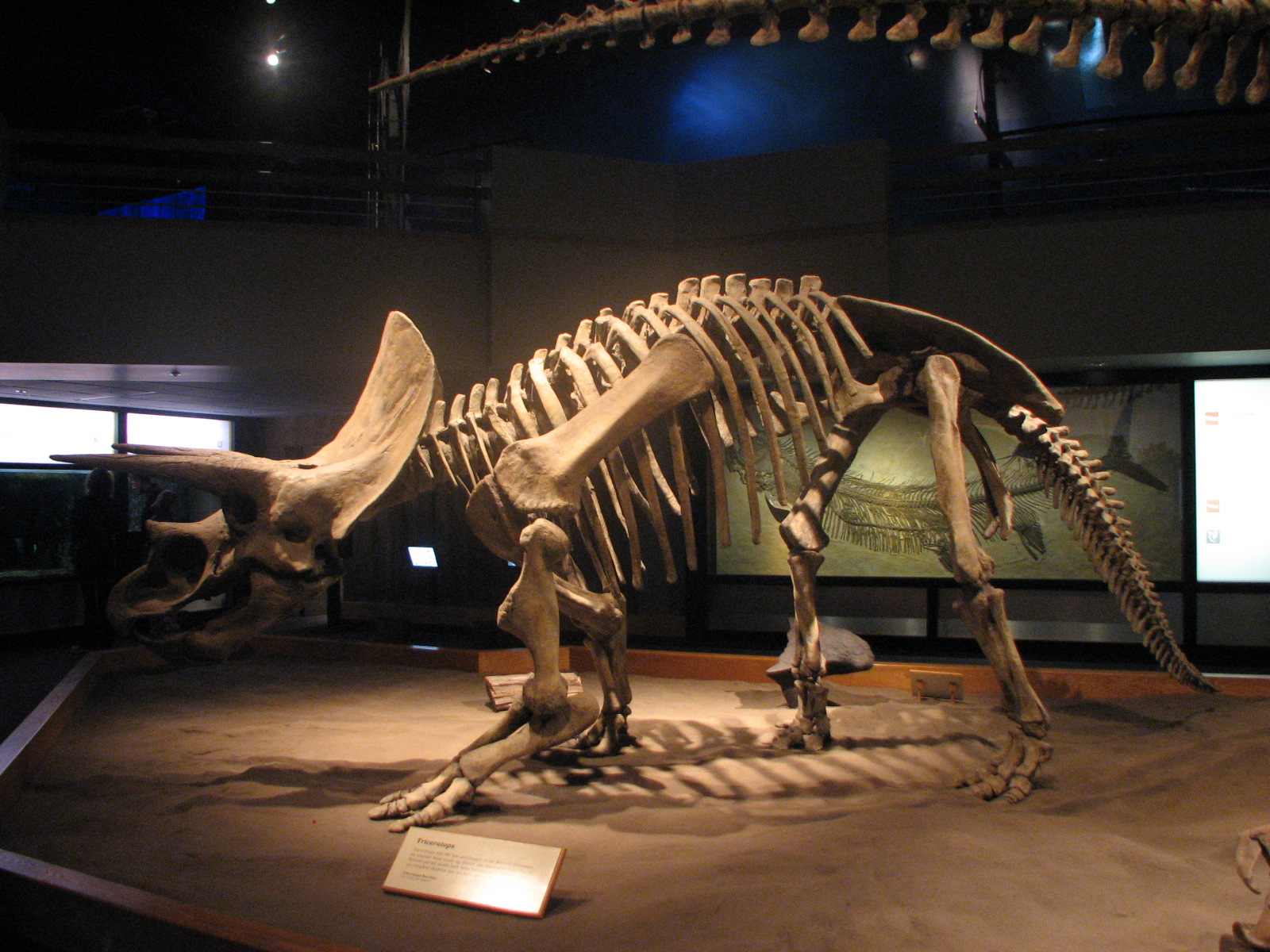
Скелет Triceratops horridus

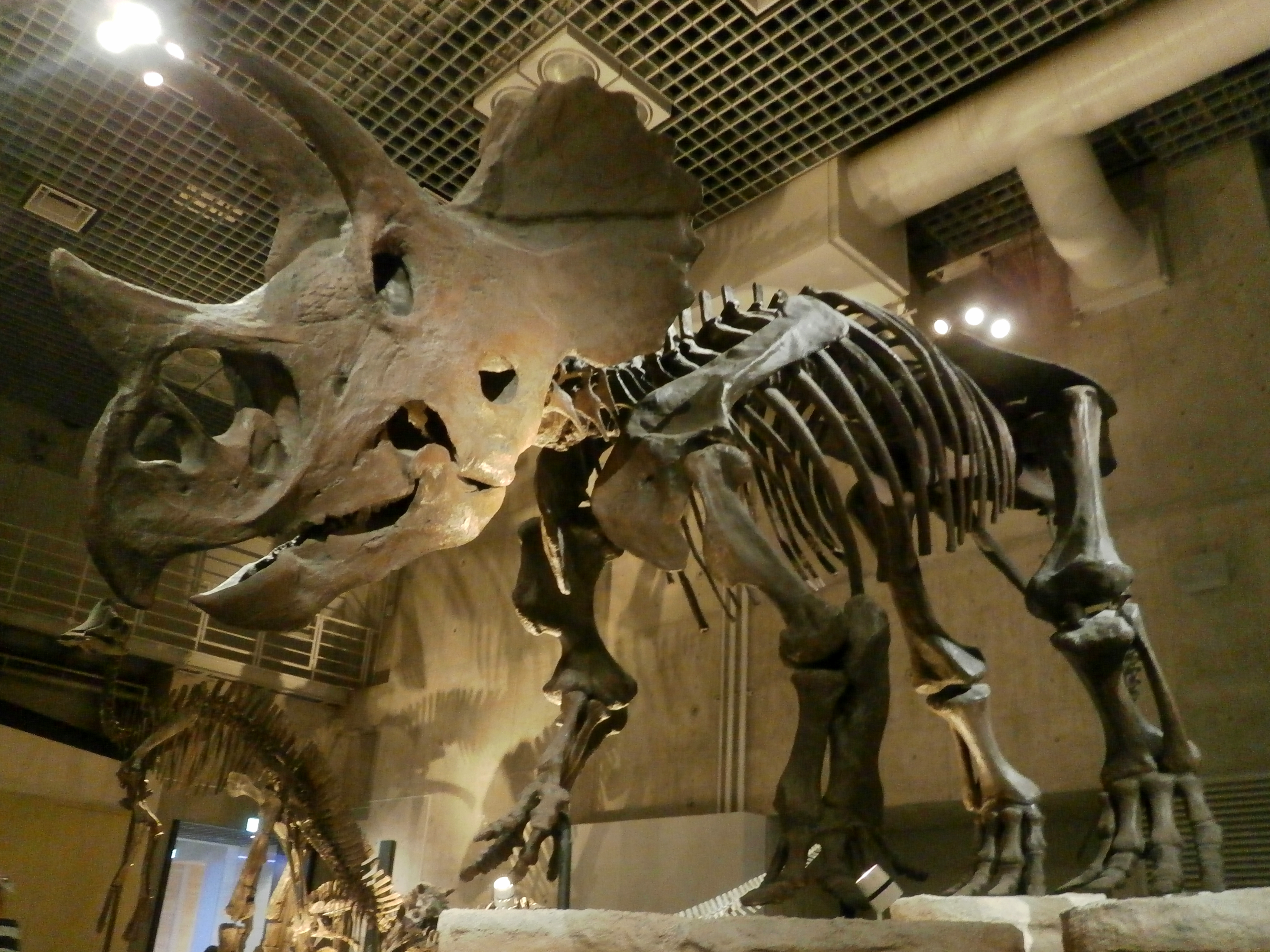
Скелет Triceratops prorsus

### Підтверджені види
- T. horridus Marsh, 1889 (оригінально Ceratops) типовий
- T. prorsus Marsh, 1890

### Синоніми та сумнівні види
- T. albertensis C. M. Sternberg, 1949
- T. alticornis (Marsh 1887) Hatcher, Marsh, and Lull, 1907 [оригінально Bison alticornis, Marsh 1887, і Ceratops alticornis, Marsh 1888]
- T. brevicornus Hatcher, 1905 (=T. prorsus)
- T. calicornis Marsh, 1898 (=T. horridus)
- T. elatus Marsh, 1891 (=T. horridus)
- T. eurycephalus Schlaikjer, 1935
- T. flabellatus Marsh, 1889 (= Sterrholophus Marsh, 1891) (=T. horridus)
- T. galeus Marsh, 1889
- T. hatcheri (Hatcher & Lull 1905) Lull, 1933 (суперечливо; див. Nedoceratops)
- T. ingens Marsh vide Lull, 1915
- T. maximus Brown, 1933
- T. mortuarius (Cope, 1874) Kuhn, 1936 (nomen dubium; оригінально Polyonax mortuarius)
- T. obtusus Marsh, 1898 (=T. horridus)
- T. serratus Marsh, 1890 (=T. horridus)
- T. sulcatus Marsh, 1890
- T. sylvestris (Cope, 1872) Olshevsky, 2000 (nomen dubium; оригінально Agathaumas sylvestris)

## Історія вивчення
Навесні 1887 року на розкопках біля Денвера в штаті Колорадо була виявлена пара надбрівних рогів, сполучених з верхом черепа. Геолог Вітмен Крос відіслав знайдений екземпляр професорові палеонтології хребетних Єльського університету Чарльзу Маршу. Вважаючи, що формація, в якій були знайдені рештки, відноситься до пліоцену, палеонтолог приписав їх незвично великому бізонові, давши йому назву «Високорогий бізон» (Bison alticornis). Уже наступного року на основі нових фрагментарних решток Марш описав рогатих динозаврів, давши роду назву Ceratops, проте він продовжував вважати перші рештки видом бізона.
У 1888 році 29-річний палеонтолог Джон Белл Гетчер, що працював з Маршем, випадково дізнався про практично повний двометровий череп з рогами у Вайомінгу. Місцевий ковбой Едмунд Б. Вілсон знайшов череп у яру та, намагаючись його витягнути, відламав ріг, який показав своєму босу, власнику ранчо й завзятому колекціонеру скам'янілостей Чарльзу Артуру Гернсі. Той своєю чергою показав знахідку Гетчеру. Марш наказав Гатчеру видобути череп. Марш визначив цю знахідку як новий вид, що належить до роду Ceratops, потім, проте, виділив в окремий рід, якому дав назву Triceratops — з латинської мови «трирога морда». Пізніше і знахідка, заявлена як високорогий бізон, була зарахована до трицератопсів. Знайдені в 1872 році в формації Ленс залишки задньої частини скелета, які Едвард Дрінкер Коп назвав Agathaumas sylvestris, теж тимчасово вважалися останками трицератопса.
У першій спробі виділити окремі види роду Triceratops, Річард Сванн Лулл у 1907 році виділив групу, куди, на його думку, належали види T. horridus, T. prorsus і T. brevicornus, та групу з T. elatus і T. calicornis. Два види (T. serratus і T. flabellatus) виділялися окремо від цих груп. Згодом усталився перелік T. horridus–T. prorsus–T. brevicornus, де види йшли у порядку за збільшенням черепа та зменшення переднього рогу. T. elatus–T. calicornis виділялися окрема на підставі великих надочних рогів і малого переднього рогу.
У 1986 році Джон Остром і Пітер Веллнгофер опублікували статтю, в якій припустили, що існує тільки один вид, Triceratops horridus, статеві та вікові відмінності представників якого помилково сприймалися за окремі види. За кілька років потому Кетрін Форстер спростувала ці висновки, проаналізувавши останки трицератопсів повніше, та прийшла до висновку, що останки поділяються на два види, T. horridus і T. prorsus.
Згідно з дослідженням Джона Р. Горнера та Марка Гудвіна, опублікованим 2006 року, трицератопси суттєво змінювали вигляд впродовж 4-х життєвих стадій: малюки, дитинчата, підлітки та дорослі особини. Джон Сканелла у своїй роботі, представленій 2009 року, припустив, що торозаври насправді були молодими трицератопсами або представниками однієї зі статей трицератопсів. Того ж року Джон Сканелла і Денвер Фаулер підтримали розділення T. prorsus і T. horridus і зазначили, що ці два види одночасно населяли різні ареали.
У 2014 році в США, штат Монтана, знайшли один з найповніших скелетів трицератопса, вік якого датується в 67 млн років.

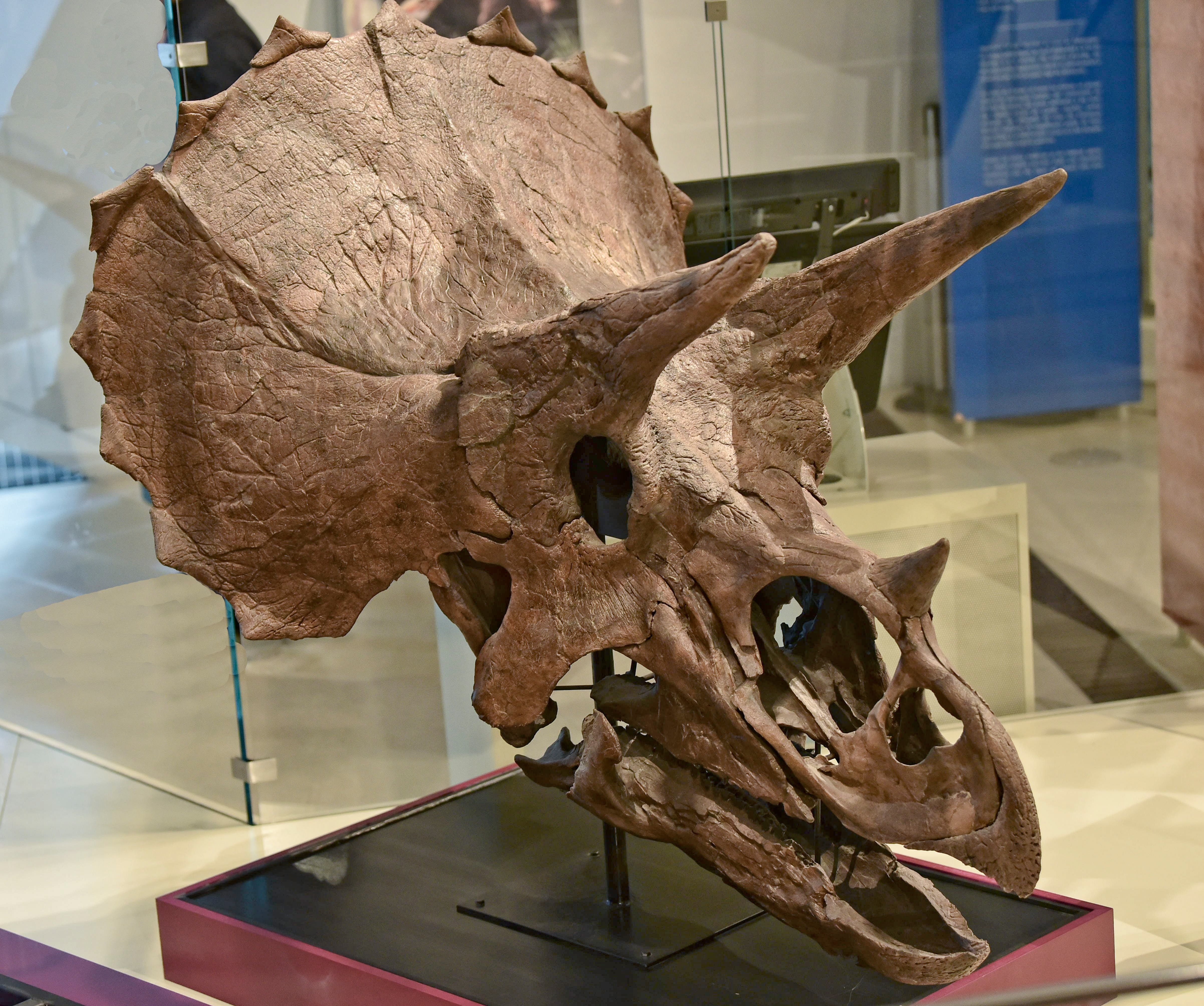
Череп Triceratops horridus у Королівському музеї Онтаріо в Канаді
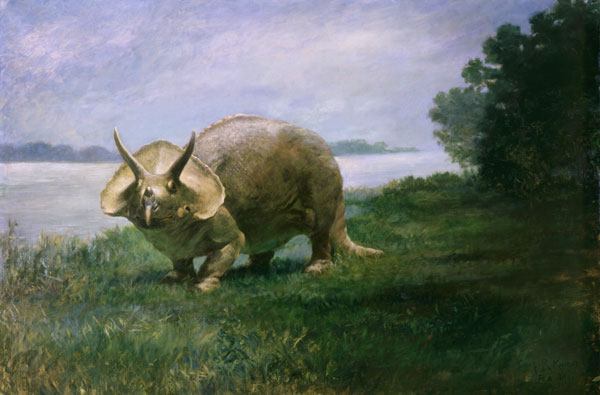
Реконструкція вигляду, початок XX ст.
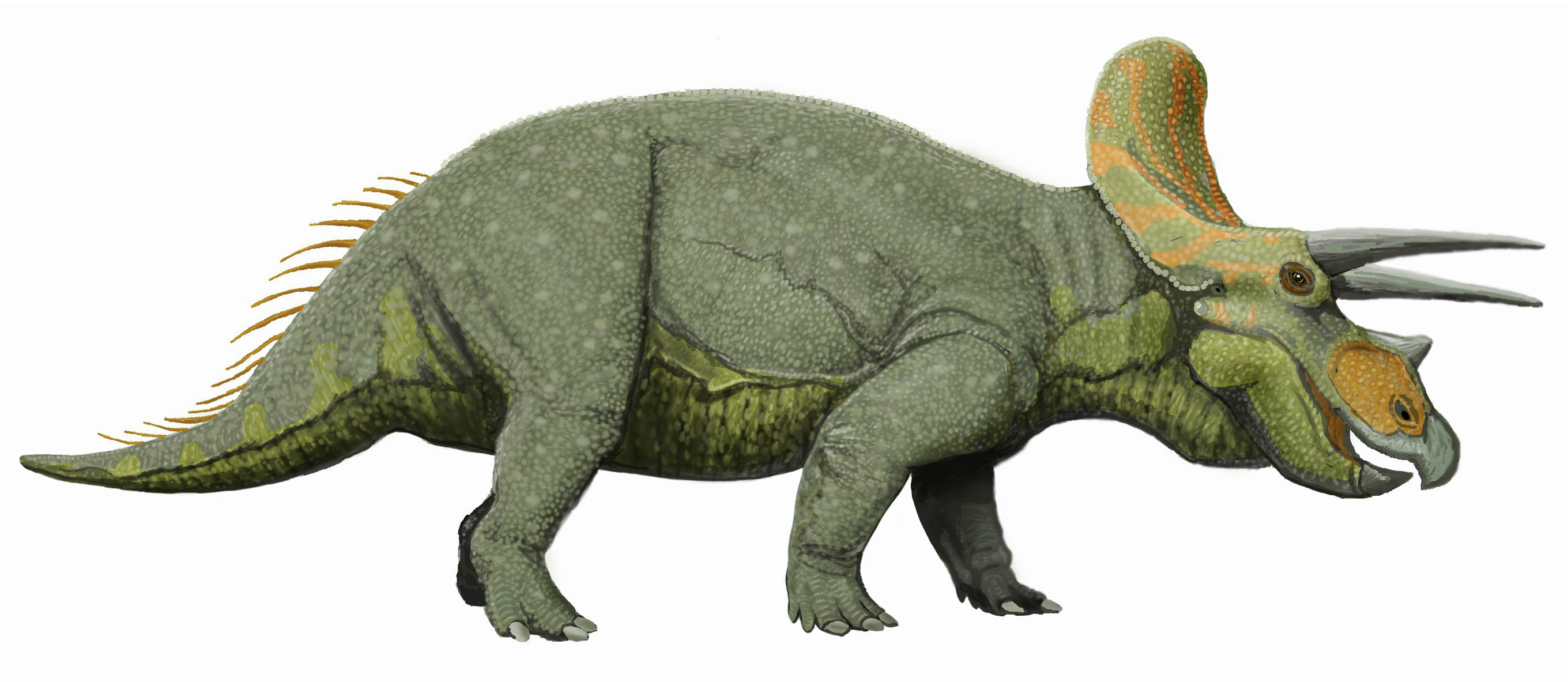
Реконструкція вигляду
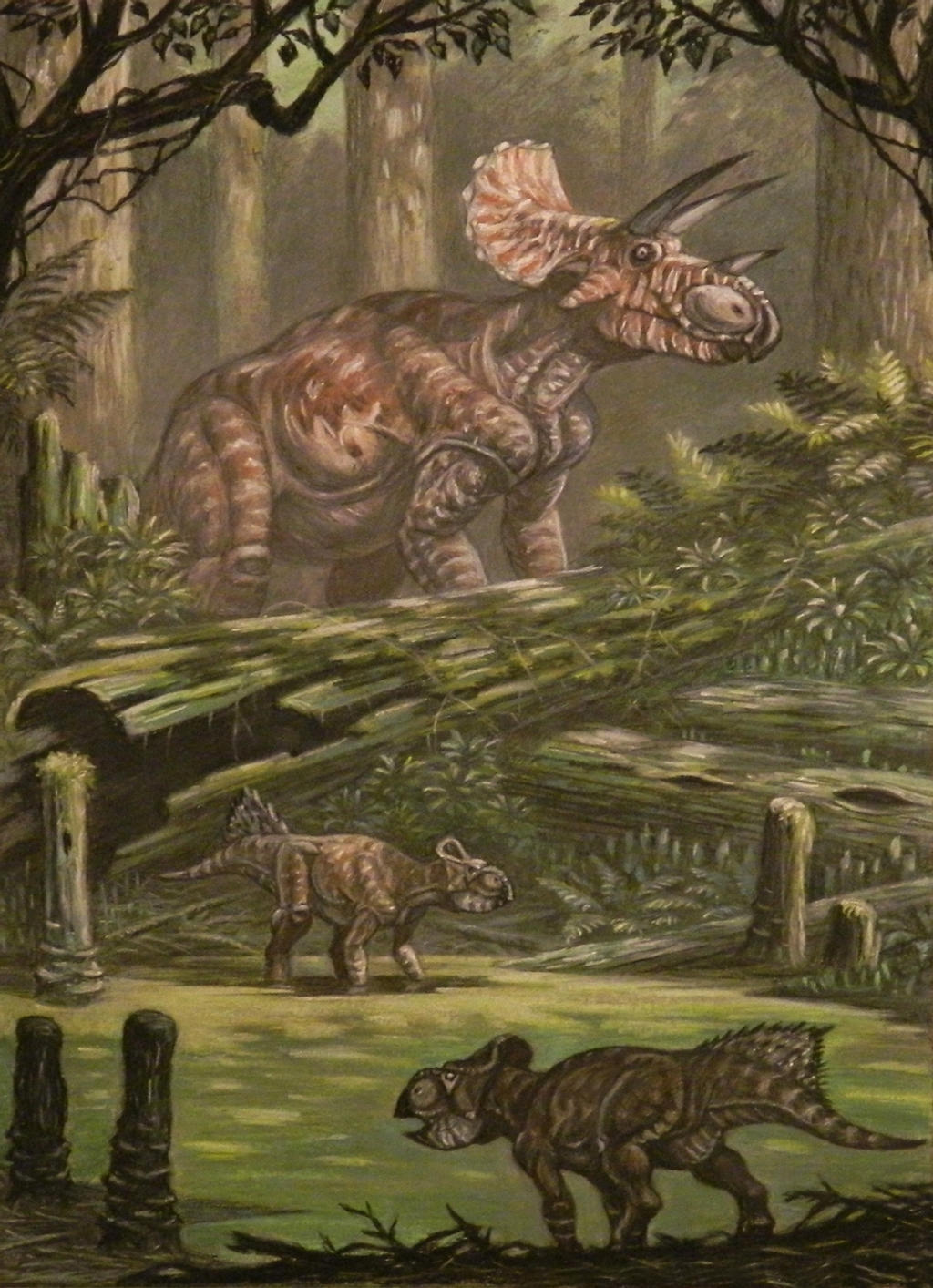
Трицераптопс і протоцератопси

## У культурі
Трицератопс — офіційний символ-скам'янілість штату Південна Дакота та офіційний динозавр-символ штату Вайомінг. У 1942 році Чарльз Р. Найт намалював мурал, що зображає протистояння між тиранозавром і трицератопсом у Польовому музеї природної історії Національного географічного товариства. Цей малюнок закріпив популярне уявлення, що трицератопс і тиранозавр були постійними природними ворогами. Палеонтолог Боб Бекер описав це уявне суперництво як одне з найдраматичніших протистоянь між хижаком і здобиччю.
Трицератопси зображені в таких фільмах і мультфільмах, як «Мільйон років до нашої ери» (1966), «Долина Гвангі» (1969) «Парк Юрського періоду» (1993), «Земля до початку часів» (1988), «Ми повернулися! Історія динозаврів» (1993), «Кінг Конг» (2005), «Динозавр» (2000), «Динотопія» (2002).
У 2021 році анонімний колекціонер купив скелет трицератопса, знайдений у Південній Дакоті у 2014, за $7,7 млн на аукціоні в Парижі. Це була найвища ціна, коли-небудь сплачена за останки динозаврів в Європі.